# Campionato Capixaba 2025
Il Campionato Capixaba 2025 è stata la 109ª edizione della massima serie del campionato capixaba. La stagione è iniziata il 18 gennaio 2025 e si è conclusa il 5 aprile successivo.

## Stagione

### Novità
Sono retrocesse al termine della passata stagione Serra e Estrela do Norte.
Sono state promosse dalla Segunda Divisão il Capixaba e il Vilavelhense.

### Formato
Il torneo si svolge in due fasi: la prima fase è composta da un girone unico. Le prime otto classificate di tale girone, accedono alla fase finale che decreterà la formazione vincitrice del campionato. Le ultime due piazzate della prima fase, retrocedono in Segunda Divisão.
La formazione vincitrice e la finalista perdente potranno partecipare alla Coppa del Brasile 2026 e alla Copa Verde 2026. Esclusi i club che sono già qualificati alle prime tre serie del campionato nazionale, le due formazioni meglio piazzate potranno partecipare alla Série D 2026.

## Risultati

### Prima fase
|  | Pos. | Squadra       | Pt | G | V | N | P | GF | GS | DR  |
|  | ---- | ------------- | -- | - | - | - | - | -- | -- | --- |
|  | 1.   | Desportiva    | 21 | 9 | 6 | 3 | 0 | 16 | 3  | +13 |
|  | 2.   | Real Noroeste | 16 | 9 | 4 | 4 | 1 | 13 | 8  | +5  |
|  | 3.   | Rio Branco-VN | 15 | 9 | 4 | 3 | 2 | 10 | 6  | +4  |
|  | 4.   | Rio Branco-ES | 14 | 9 | 3 | 5 | 1 | 11 | 6  | +5  |
|  | 5.   | Capixaba      | 14 | 9 | 4 | 2 | 3 | 12 | 12 | 0   |
|  | 6.   | Vitória-ES    | 9  | 9 | 2 | 3 | 4 | 14 | 10 | +4  |
|  | 7.   | Porto Vitória | 9  | 9 | 2 | 3 | 4 | 8  | 11 | -3  |
|  | 8.   | Vilavelhense  | 8  | 9 | 2 | 2 | 5 | 7  | 15 | -8  |
|  | 9.   | Nova Venécia  | 8  | 9 | 2 | 2 | 5 | 7  | 17 | -10 |
|  | 10.  | Jaguaré       | 6  | 9 | 1 | 3 | 5 | 5  | 15 | -10 |

Legenda:
      Ammessa alla fase finale fase.
      Retrocesse in Segunda Divisão 2025.
Note:
Tre punti a vittoria, uno a pareggio, zero a sconfitta.

### Fase finale
|  | Quarti di finale | Quarti di finale | Quarti di finale | Quarti di finale | Quarti di finale |  |  | Semifinali | Semifinali    | Semifinali | Semifinali    | Semifinali |   |   | Finale | Finale        | Finale | Finale | Finale |  |
|  |                  |                  |                  |                  |                  |  |  |            |               |            |               |            |   |   |        |               |        |        |        |  |
|  | 7                | Porto Vitória    | 1                | 1                | 2                |  |  |            |               |            |               |            |   |   |        |               |        |        |        |  |
|  | 2                | Real Noroeste    | 0                | 1                | 1                |  |  | 7          | Porto Vitória | 0          | 2             | 2          |   |   |        |               |        |        |        |  |
|  | 6                | Vitória-ES (dtr) | 1                | 0                | 1 (4)            |  |  | 6          | Vitória-ES    | 1          | 0             | 1          |   |   |        |               |        |        |        |  |
|  | 3                | Rio Branco-VN    | 1                | 0                | 1 (3)            |  |  |            |               |            |               |            |   |   | 7      | Porto Vitória | 1      | 0      | 1      |  |
|  | 5                | Capixaba         | 1                | 0                | 1                |  |  |            |               | 4          | Rio Branco-ES | 0          | 2 | 2 |        |               |        |        |        |  |
|  | 4                | Rio Branco-ES    | 2                | 1                | 3                |  |  | 4          | Rio Branco-ES | 2          | 1             | 3          |   |   |        |               |        |        |        |  |
|  | 8                | Vilavelhense     | 1                | 1                | 2                |  |  | 1          | Desportiva    | 2          | 0             | 2          |   |   |        |               |        |        |        |  |
|  | 1                | Desportiva       | 4                | 2                | 6                |  |  |            |               |            |               |            |   |   |        |               |        |        |        |  |